# Museo dell'Accademia Ligustica di Belle Arti
Il museo dell'Accademia Ligustica di Belle Arti è una istituzione culturale italiana, con sede a Genova.

## Storia
Il museo ha sede presso uno dei principali palazzi di Genova in stile neoclassico, affacciato sulla centralissima piazza De Ferrari, progettato dall'architetto Carlo Barabino. Dal 1831, vi ha sede l'Accademia ligustica di belle arti.
Il Museo fu inaugurato ufficialmente nel 1980, con l'allora direttore Gianfranco Bruno.
Dal 2002, ha visto un riassetto per opera dell'architetto Gianfranco Franchini e Giulio Sommariva, conservatore del museo.

## Descrizione
Il museo presenta dieci sale espositive, localizzete al primo piano dell'edificio.
Fra le opere esposte:
- Dipinti: opere di pittura ligure dal XIV al XIX secolo; archivio, gipsoteca, biblioteca.
- Disegni e stampe: collezioni di disegni e stampe.
- Ceramiche: maioliche europee dal XVII al XIX secolo.

## Galleria d'immagini

### Interni

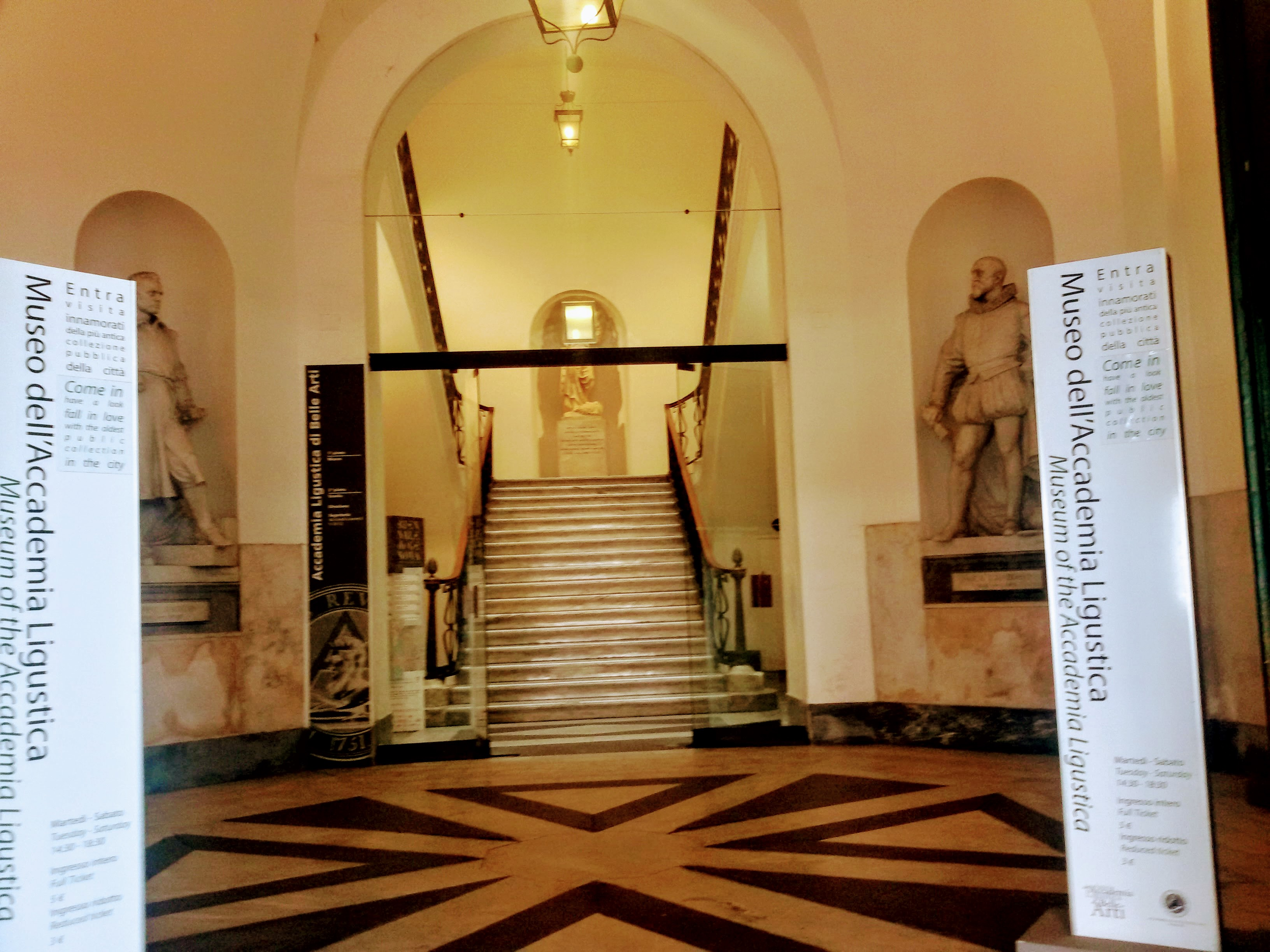
Atrio
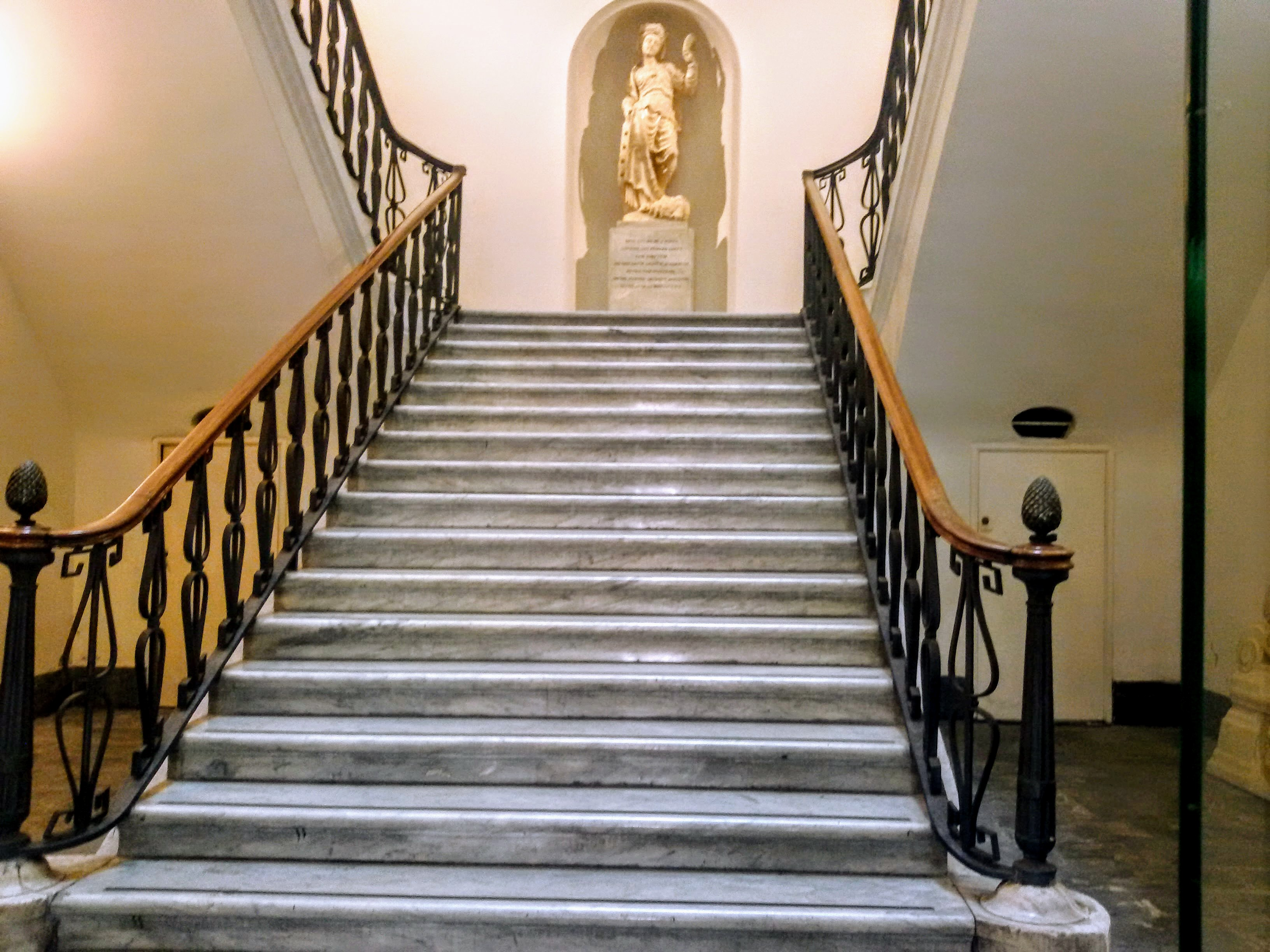
Scalinata
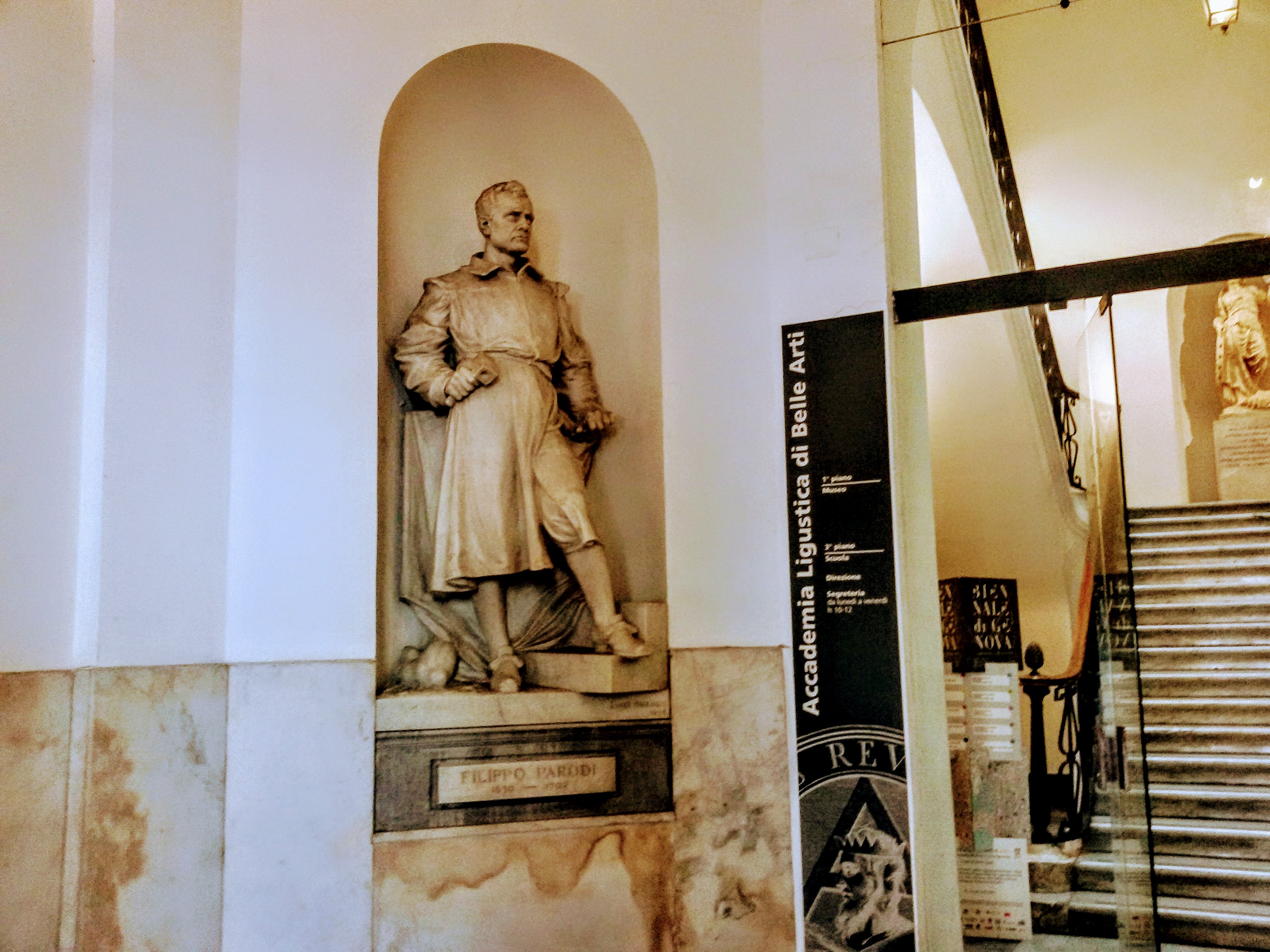
Statua raffigurante Filippo Parodi
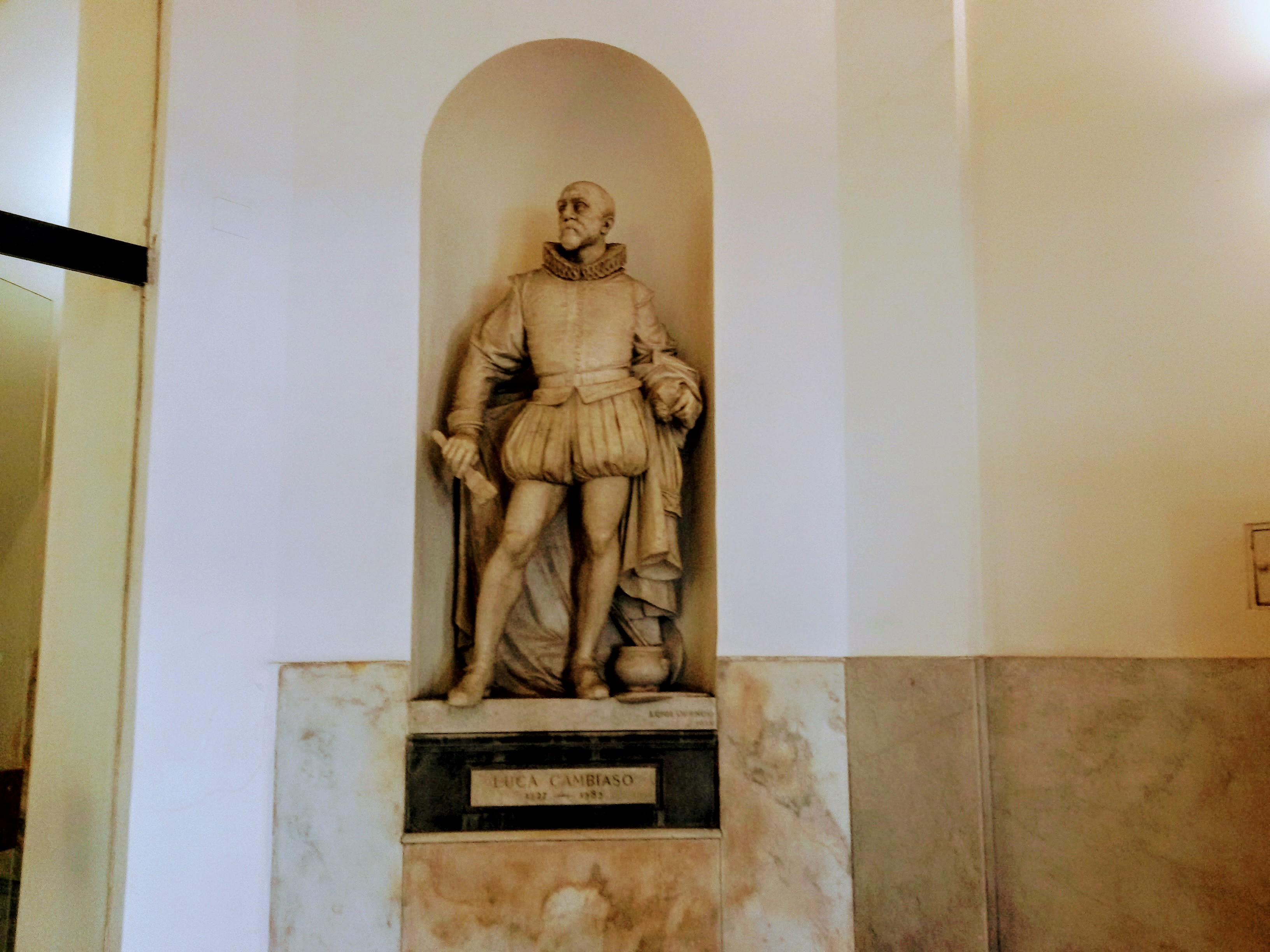
Statua raffigurante Luca Cambiaso
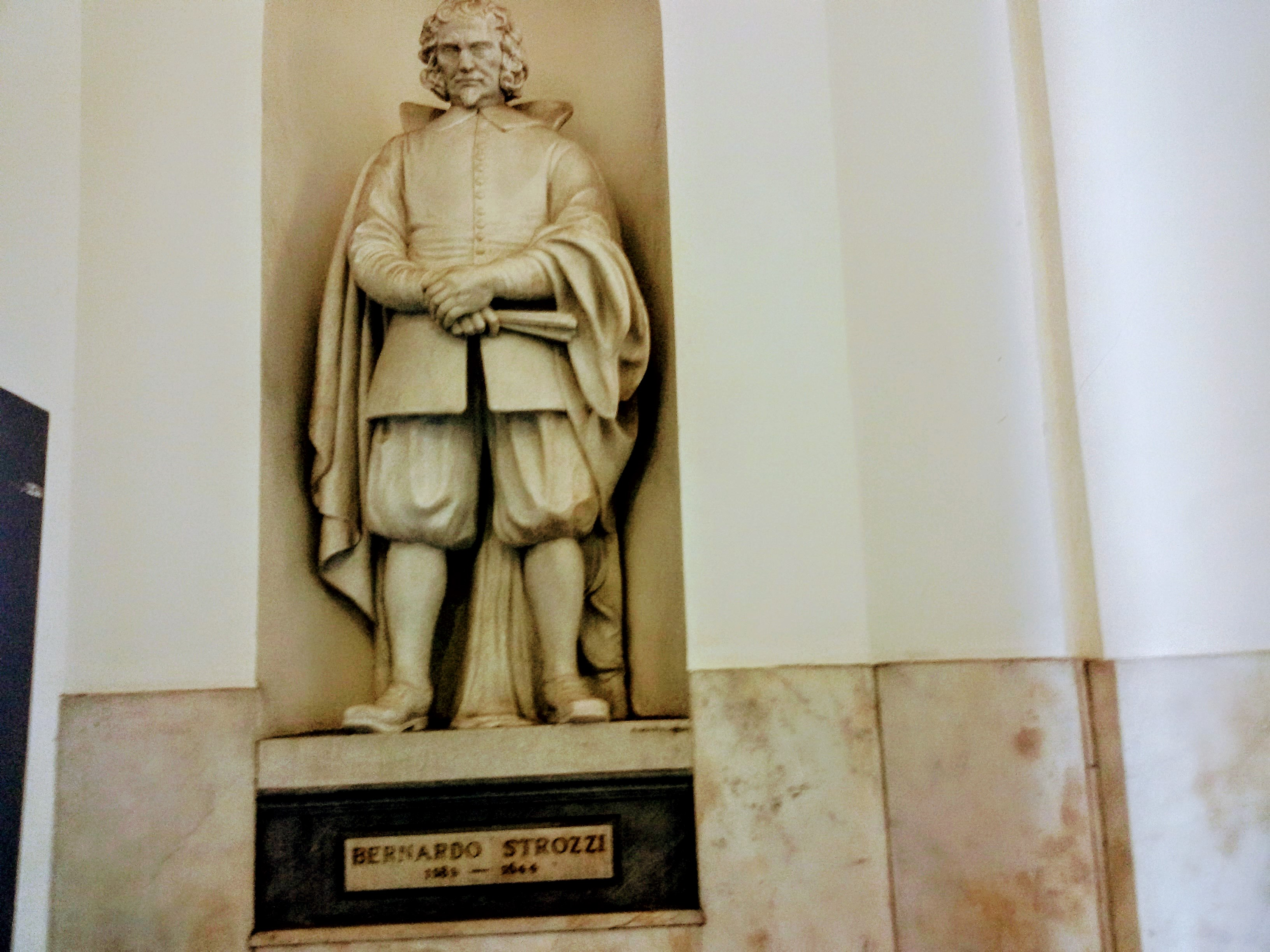
Statua raffigurante Bernardo Strozzi
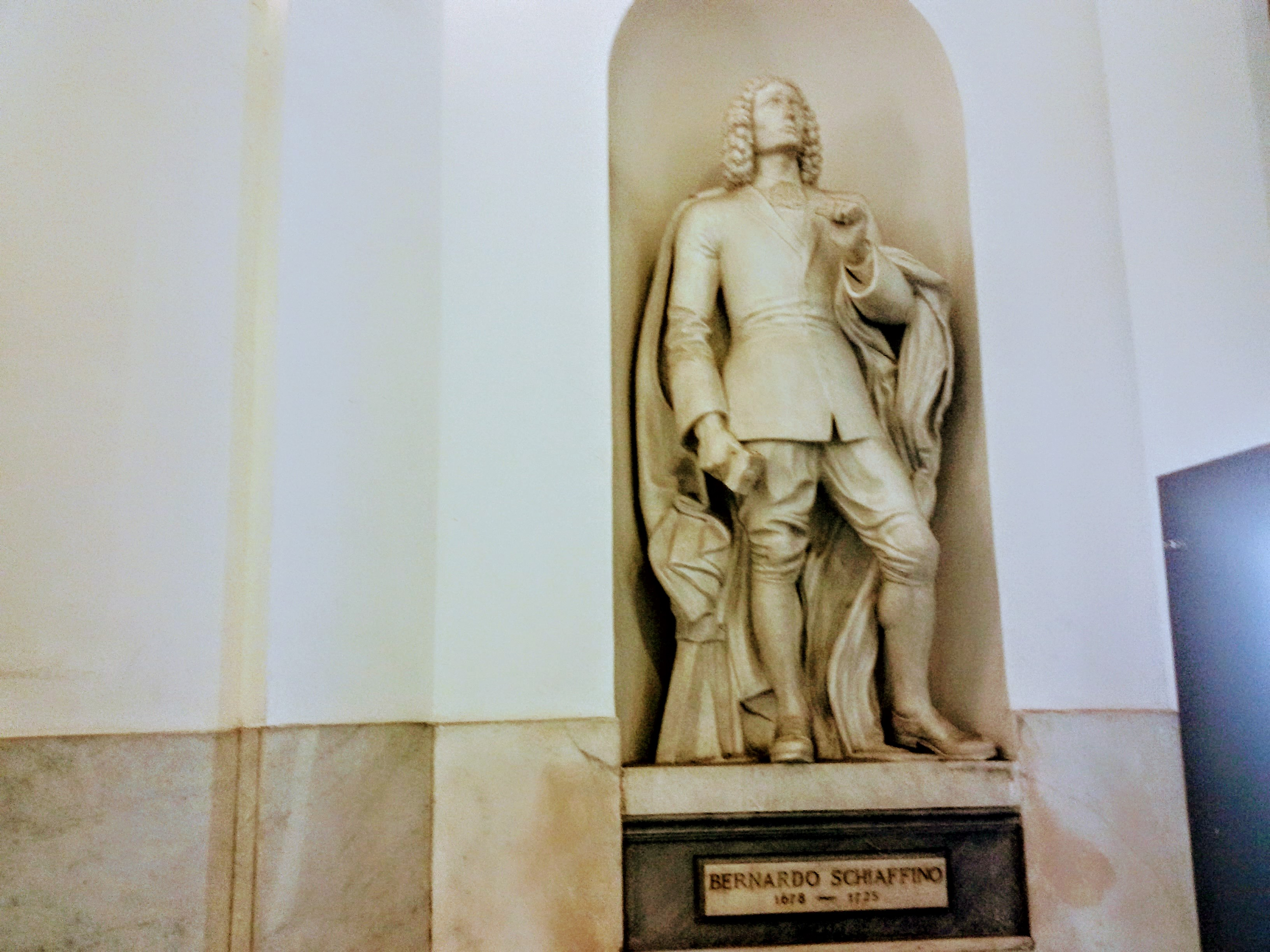
Statua raffigurante Bernardo Schiaffino
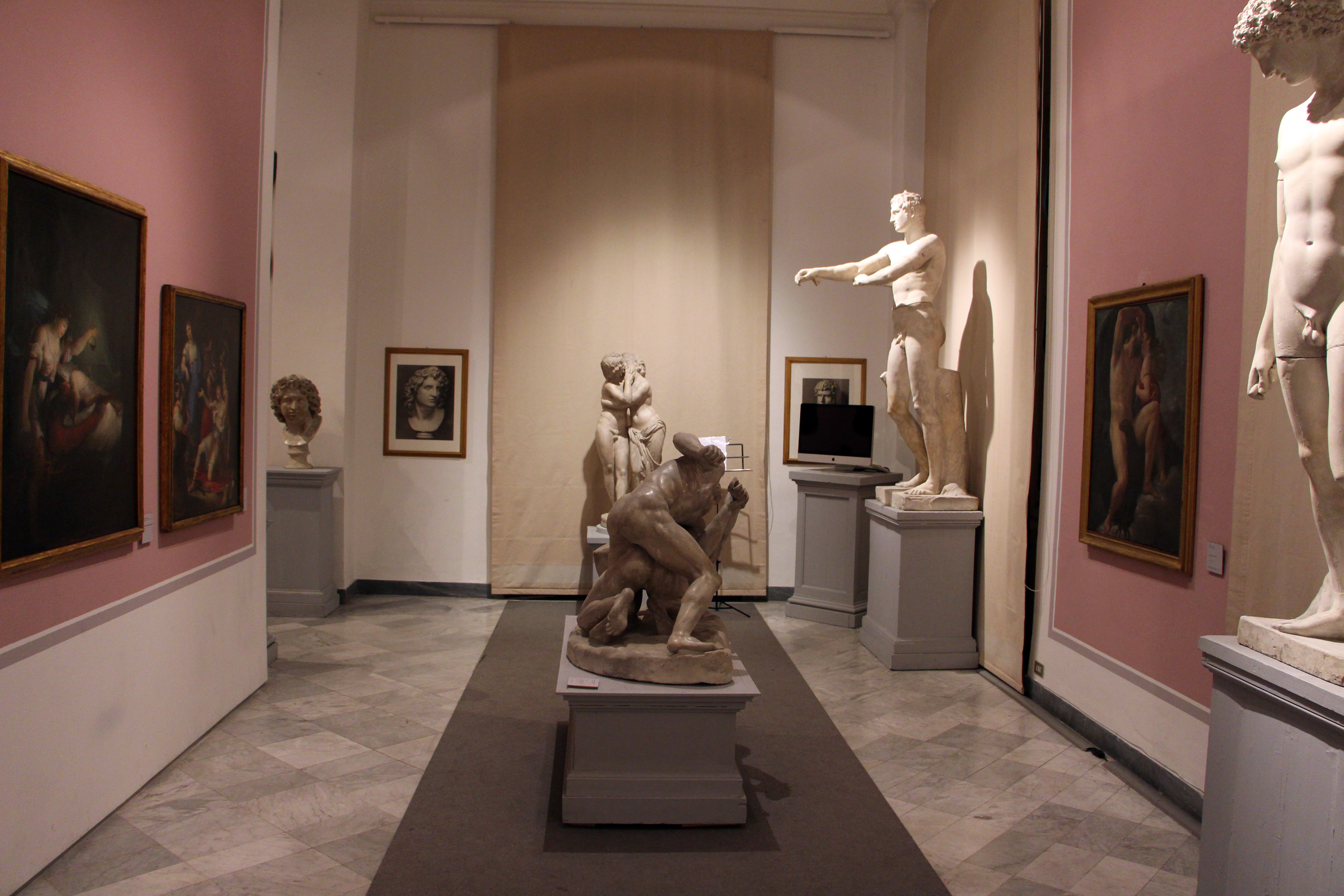
una delle sale
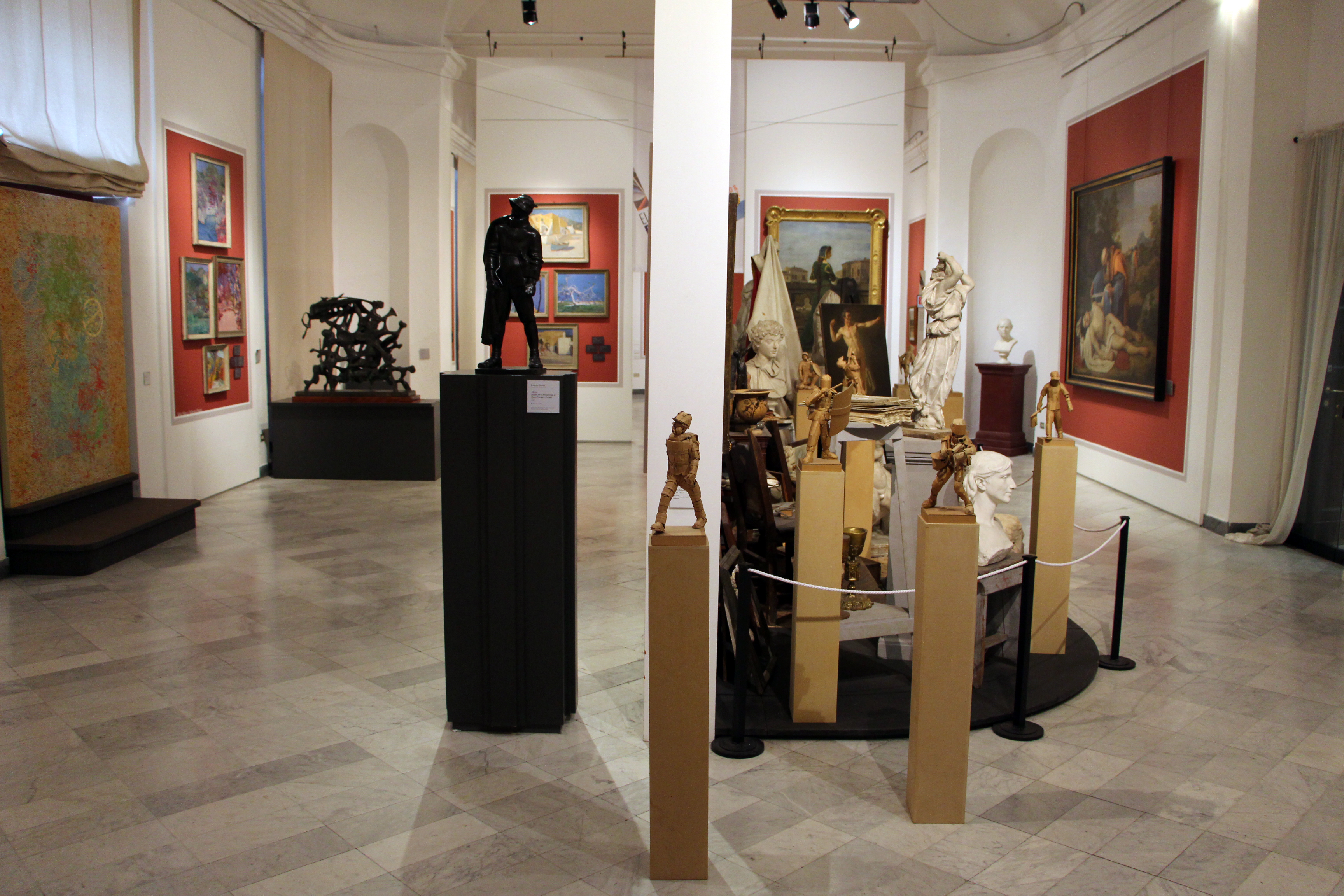
una delle sale
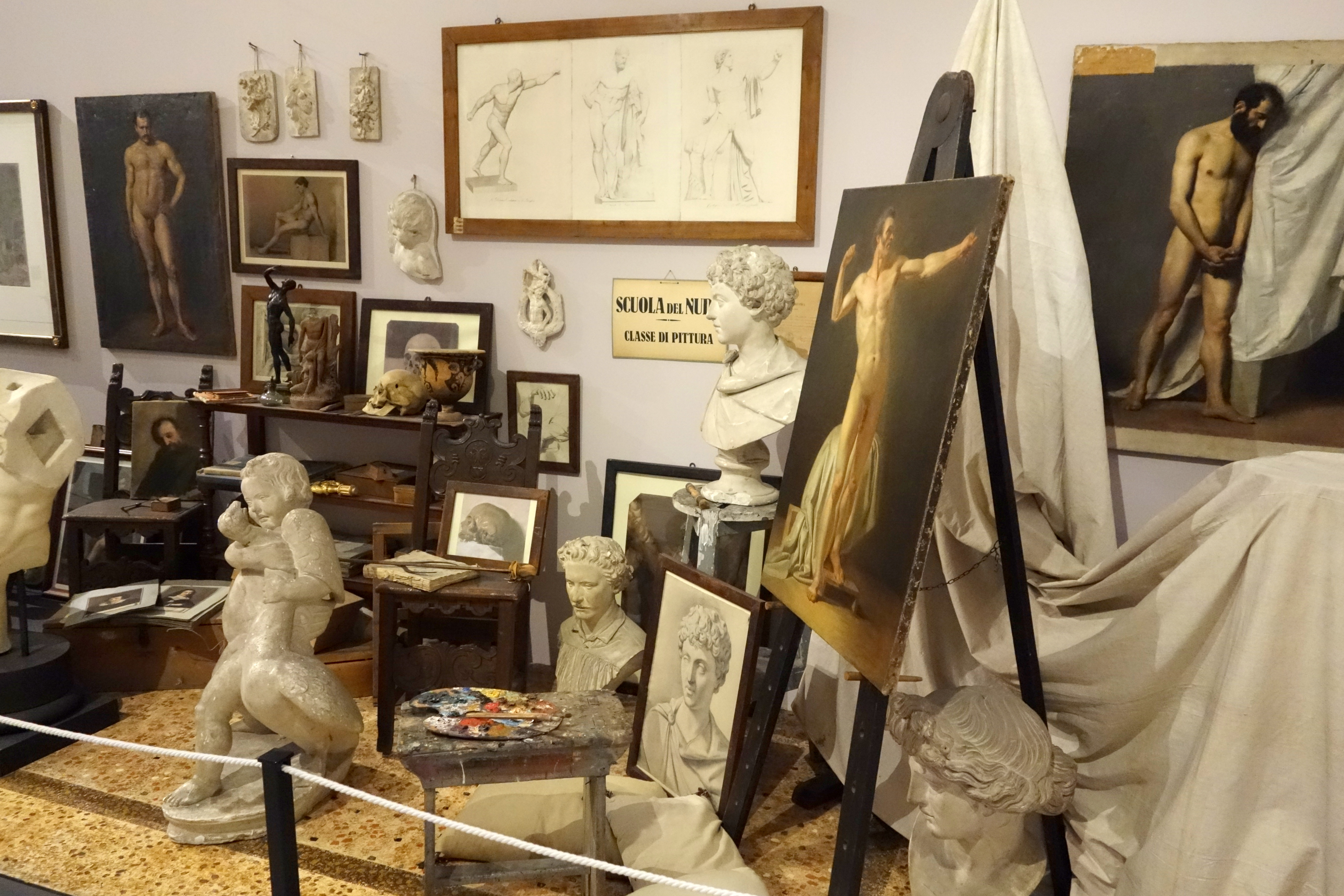
una delle sale

### Dipinti

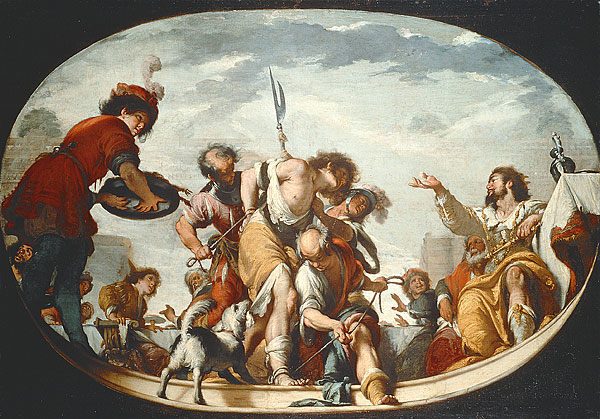
Bernardo Strozzi, Parabola dell'invitato a nozze
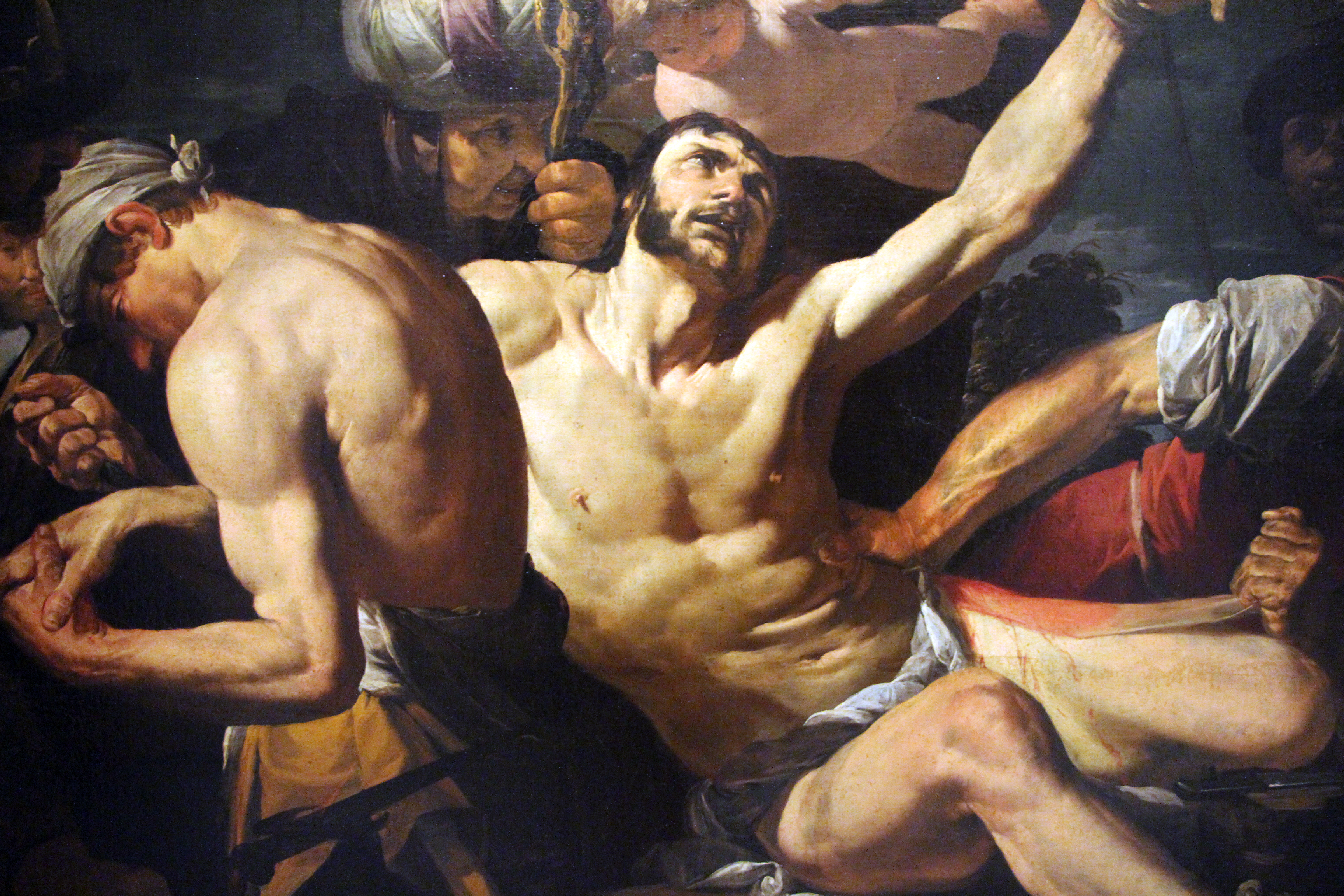
Gioacchino Assereto, Martirio di San Bartolomeo
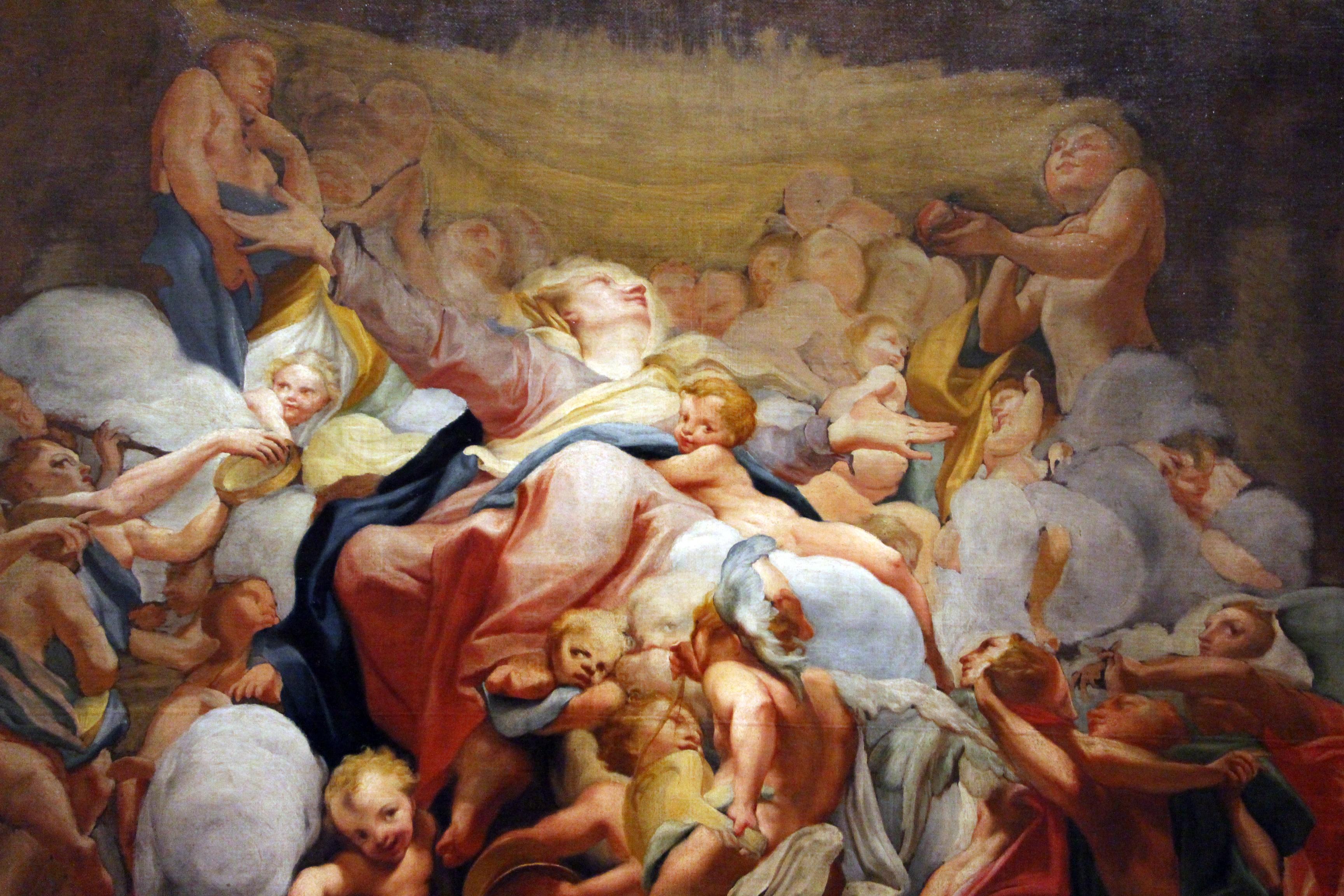
Gregorio De Ferrari, Assunta
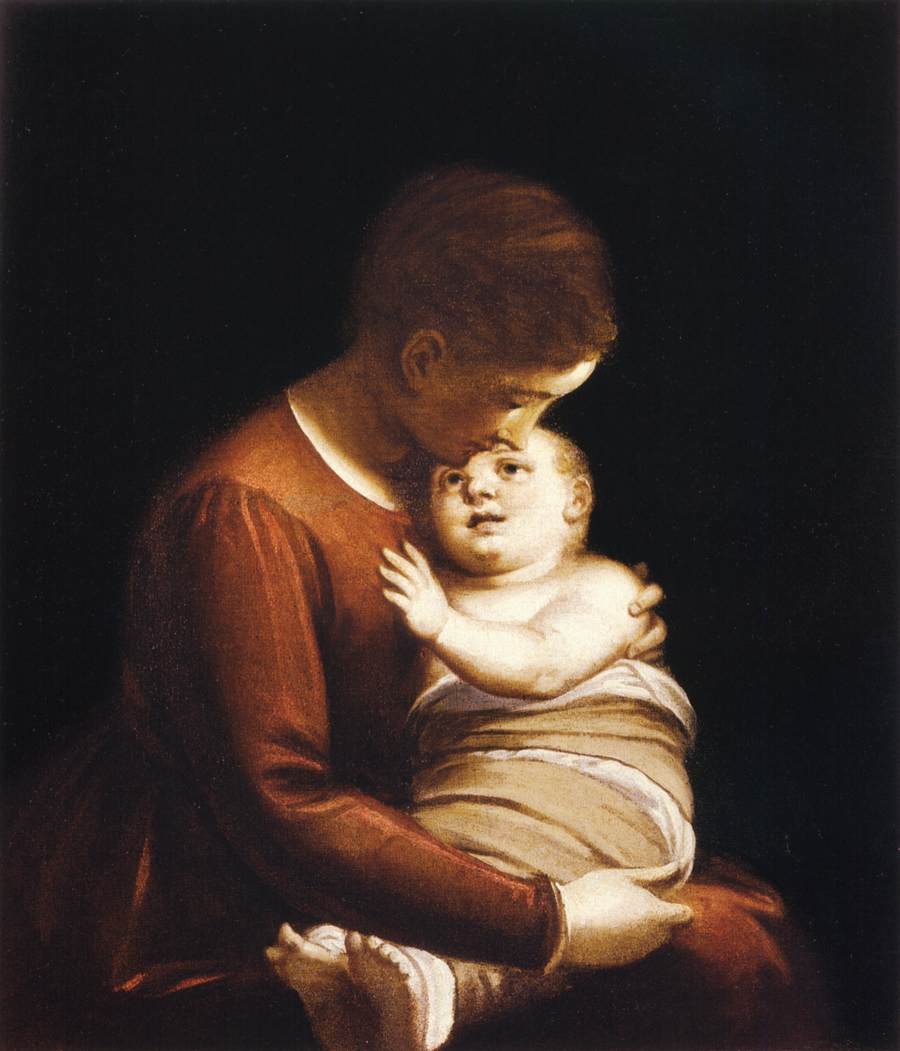
Luca Cambiaso, Madonna con bambino
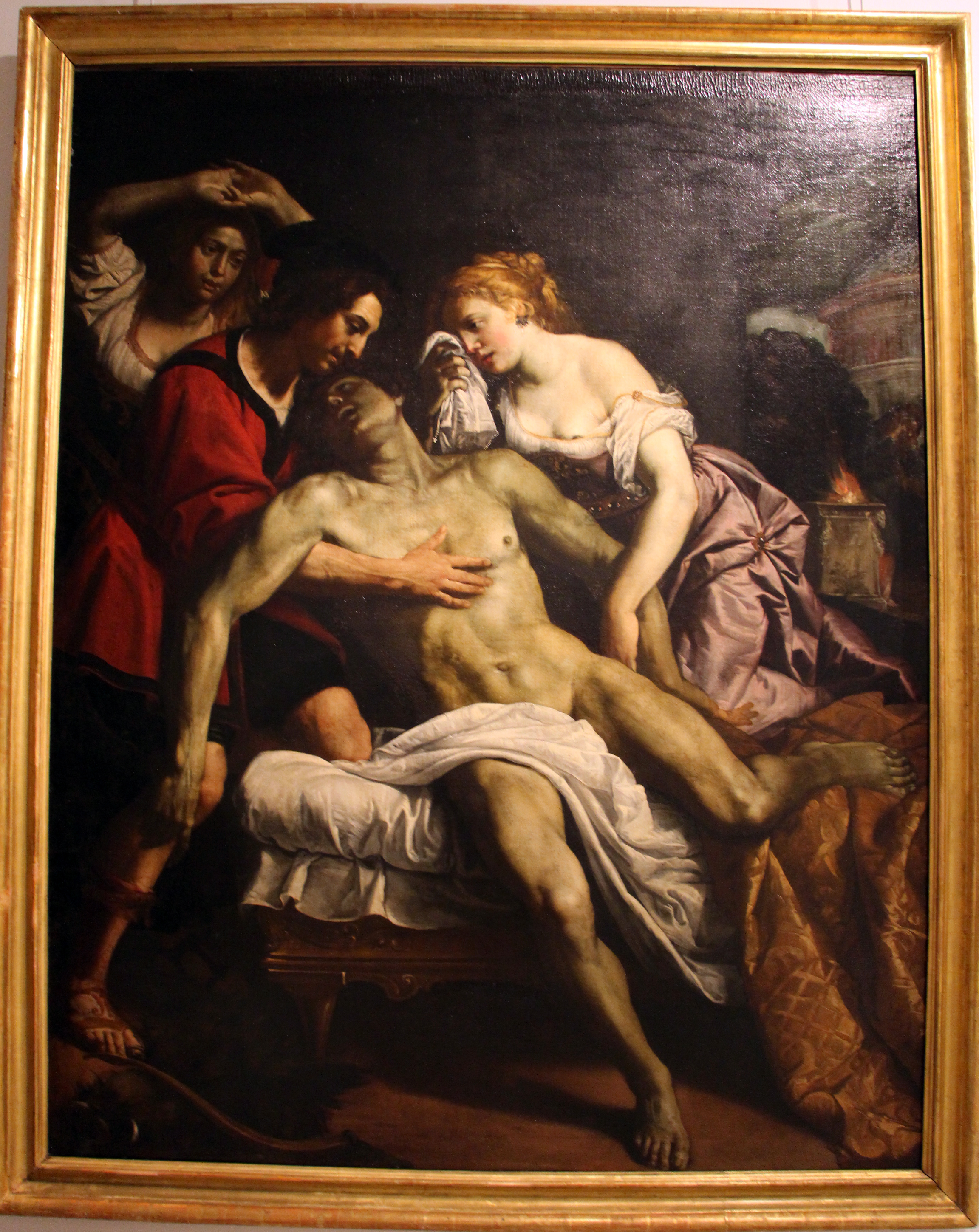
Domenico Fiasella, Morte di Meleagro